# قره‌سقال
قره‌سقال یکی از روستاهای استان آذربایجان شرقی است که در دهستان علی‌آباد بخش مرکزی شهرستان هشترود واقع شده‌است.